# Galerie Kilian de Carspach
 (août 2023).
La mise en forme du texte ne suit pas les recommandations de Wikipédia : il faut le « wikifier ».
Les points d'amélioration suivants sont les cas les plus fréquents. Le détail des points à revoir est peut-être précisé sur la page de discussion.
- Les titres sont pré-formatés par le logiciel. Ils ne sont ni en capitales, ni en gras.
- Le texte ne doit pas être écrit en capitales (les noms de famille non plus), ni en gras, ni en italique, ni en « petit »…
- Le gras n'est utilisé que pour surligner le titre de l'article dans l'introduction, une seule fois.
- L'italique est rarement utilisé : mots en langue étrangère, titres d'œuvres, noms de bateaux, etc.
- Les citations ne sont pas en italique mais en corps de texte normal. Elles sont entourées par des guillemets français : « et ».
- Les listes à puces sont à éviter, des paragraphes rédigés étant largement préférés. Les tableaux sont à réserver à la présentation de données structurées (résultats, etc.).
- Les appels de note de bas de page (petits chiffres en exposant, introduits par l'outil «  Source ») sont à placer entre la fin de phrase et le point final[comme ça].
- Les liens internes (vers d'autres articles de Wikipédia) sont à choisir avec parcimonie. Créez des liens vers des articles approfondissant le sujet. Les termes génériques sans rapport avec le sujet sont à éviter, ainsi que les répétitions de liens vers un même terme.
- Les liens externes sont à placer uniquement dans une section « Liens externes », à la fin de l'article. Ces liens sont à choisir avec parcimonie suivant les règles définies. Si un lien sert de source à l'article, son insertion dans le texte est à faire par les notes de bas de page.
- La présentation des références doit suivre les conventions bibliographiques. Il est recommandé d'utiliser les modèles {{Ouvrage}}, {{Chapitre}}, {{Article}}, {{Lien web}} et/ou {{Bibliographie}}. Le mode d'édition visuel peut mettre en forme automatiquement les références.
- Insérer une infobox (cadre d'informations à droite) n'est pas obligatoire pour parachever la mise en page.

Pour une aide détaillée, merci de consulter Aide:Wikification.
Si vous pensez que ces points ont été résolus, vous pouvez retirer ce bandeau et améliorer la mise en forme d'un autre article.
La galerie Kilian de Carspach, ou Kilianstollen (en allemand), près d'Altkirch (Haut-Rhin, Alsace), est un site militaire allemand de la Première Guerre mondiale. L'abri souterrain, partiellement enfoui le 18 mars 1918 lors d'un bombardement d'artillerie français, a été fouillé en 2011 par le Pôle d'Archéologie Interdépartemental Rhénan. Les investigations ont permis de retrouver l'ensemble des dépouilles et des équipements des 21 soldats allemands morts à la suite de son effondrement.

## Histoire de la galerie

### Fonction et caractéristiques de la galerie
Les Allemands aménagent entre fin 1915 et début de 1916 sur le flanc de la colline du Lerchenberg, en limite arrière immédiate de leur première ligne de défense, un abri souterrain pouvant abriter près de 500 soldats. Les soldats l'utilisent pour le repos et s'y abritent pendant les feux d'artillerie français avant de reprendre leurs emplacements de combat dès la fin des tirs.
La galerie orientée nord/sud, parallèle aux tranchées, mesure environ 125 m de long, 1,10 m de large pour 1,70 m de haut. Le Kilianstollen a été construit à une profondeur située entre 3,5 et 6 m selon des techniques de travail minier. Le sédiment a été creusé aux dimensions des cadres jointifs constitués de madriers en bois assemblés par tenon-mortaise. Neuf accès sur les seize attestés en 1918 ont pu être fouillés. Ils assuraient la liaison avec l'extérieur vers les tranchées et un chemin creux. Un système de plancher permettait l’écoulement des eaux d’infiltration. La mise en place de poteaux verticaux au centre de la galerie, qui semblent renforcer la stabilité du plafond sans cependant être nécessaires, est liée à l’installation de lits superposés condamnant la moitié du passage. Les tronçons de galerie ne comportant pas de lits présentaient des banquettes en bois où le soldat pouvait patienter. L’existence de tablettes et de chaises a également été mise en évidence. Des portes, étaient installées régulièrement à l’aplomb de chaque escalier ou pour compartimenter le long couloir de la galerie. Enfin, une pièce communiquant avec la galerie pourrait correspondre à une chambre destinée aux officiers. On note également la présence d’aménagements liés au rangement et au stockage (étagères, caisse, armoire). La galerie était chauffée par des poêles, alimentée en électricité et raccordée au téléphone.

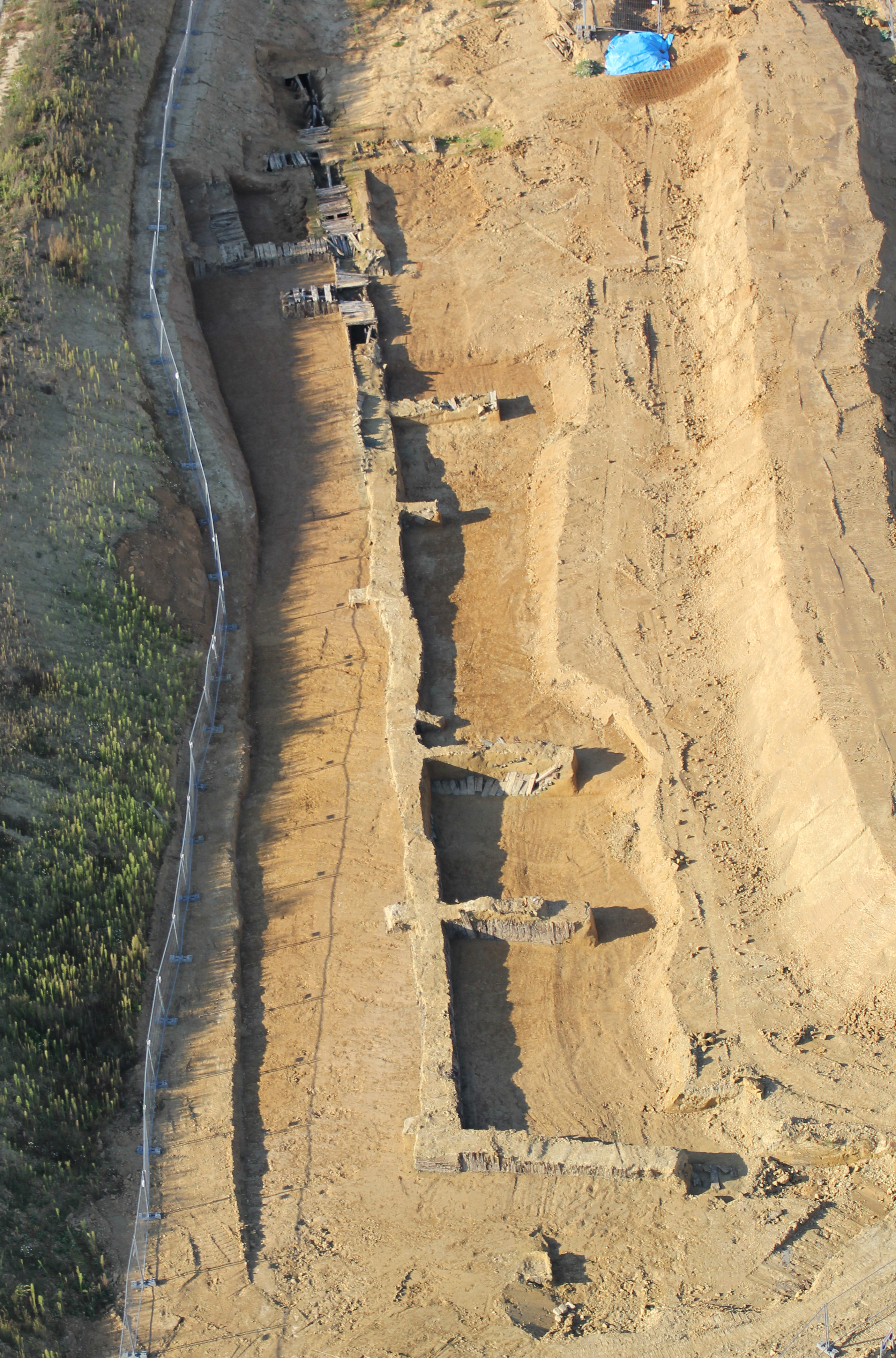
Vue aérienne de la fouille avec la galerie et ses accès.
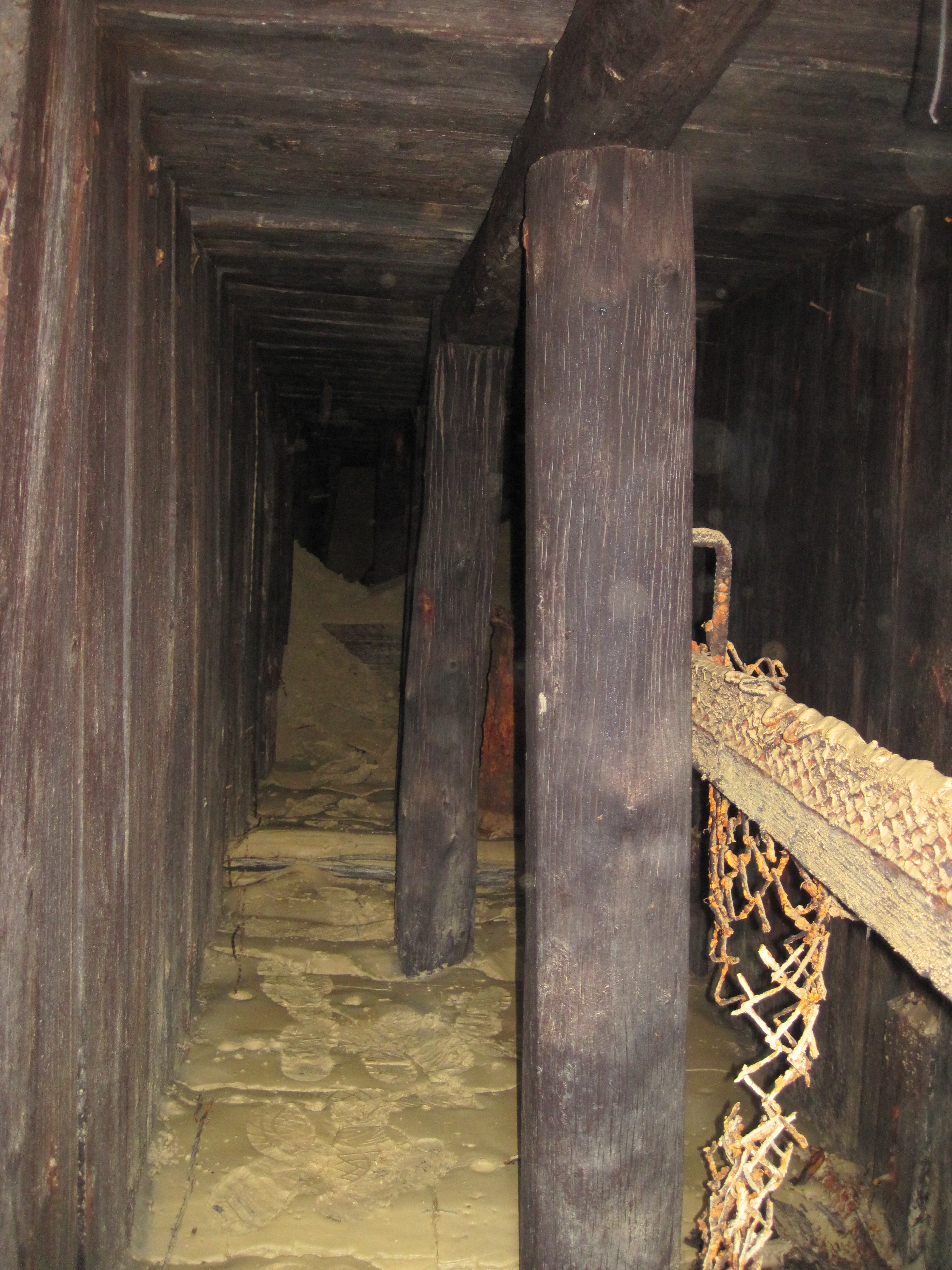
Détail de l’intérieur de la galerie lors de sa découverte en 2010 avec un lit constitué d’un sommier en bois associé à du grillage métallique.
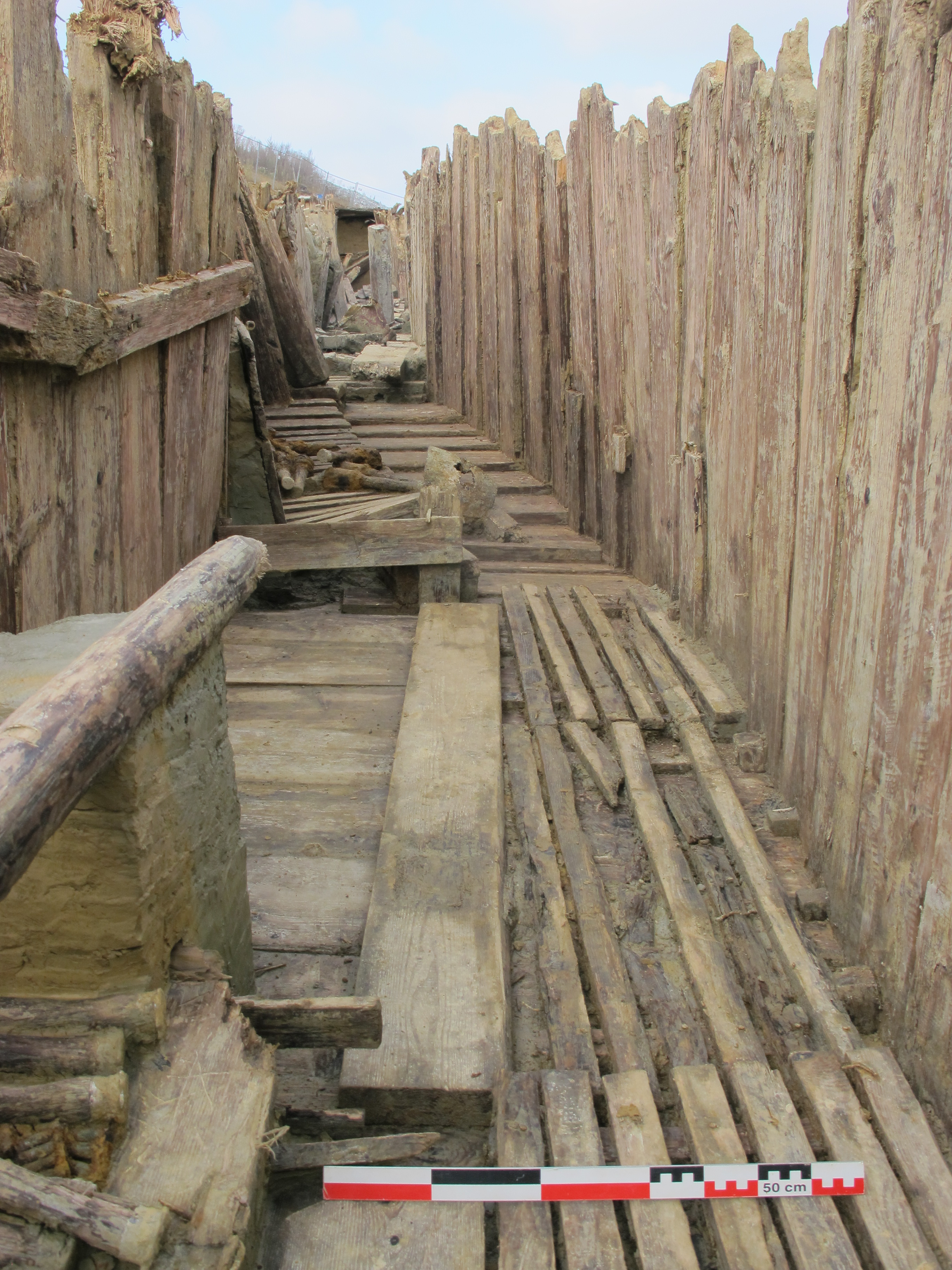
Vue générale d’un tronçon de galerie avec des caillebotis en bois.
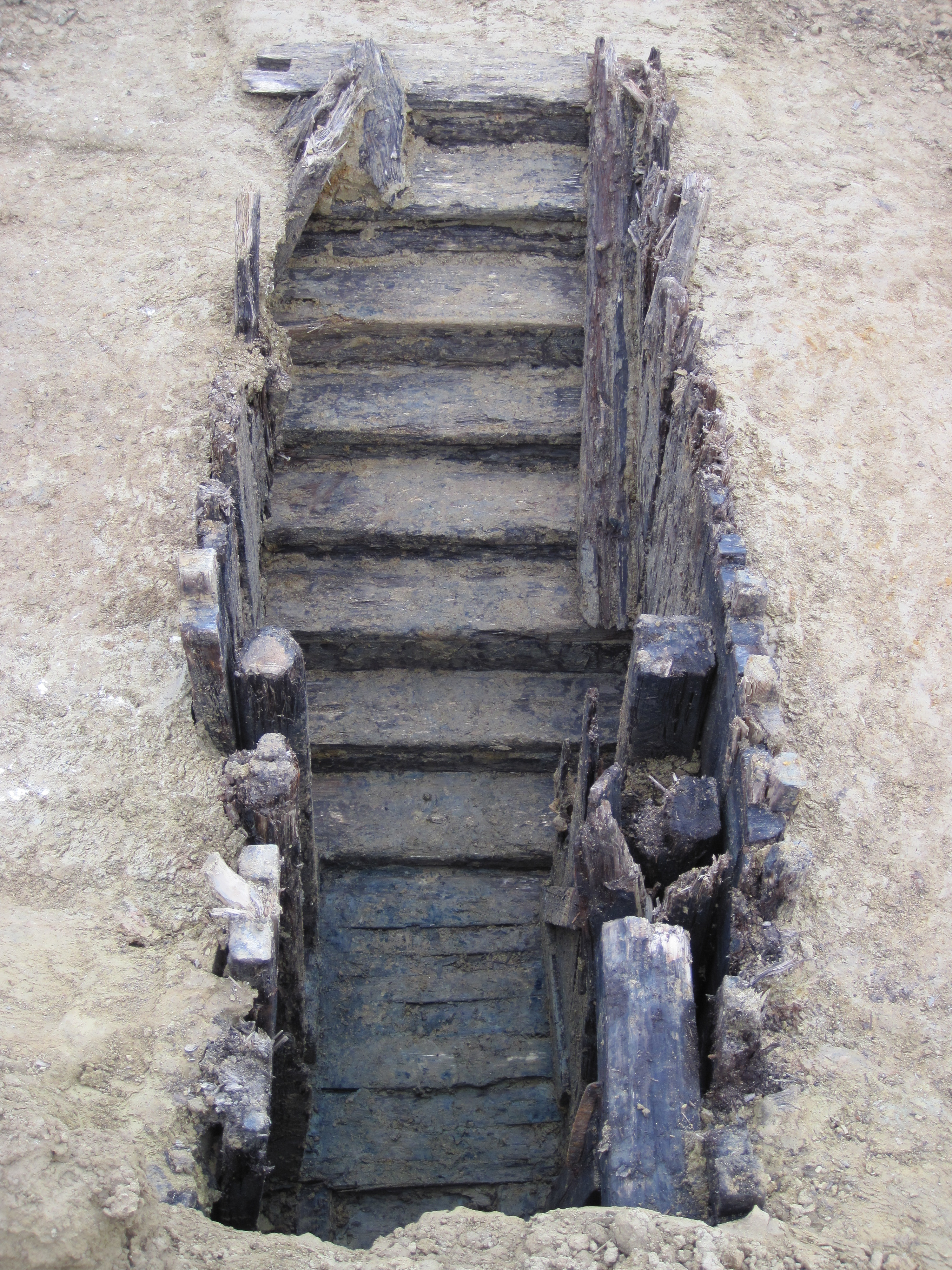
Escalier d’accès à la galerie.

### Effondrement de la galerie (18 mars 1918)

#### Sources françaises
Le 18 mars 1918, les troupes françaises bombardent la galerie avec des canons de tranchée de 240LT. Il apparaît que le bombardement du secteur de Carspach en mars 1918 a été soigneusement préparé. Des instructions successives de l'état-major ont été données et deux ordres hiérarchiques d'exécution signés le 15 février et le 5 mars. Deux bombardements ont eu lieu, l'un sur le saillant de Carspach le 13 mars, l'autre sur le secteur de la galerie appelé Ouvrage de Bulgarie le 18 mars, les délais s'expliquant par la durée des travaux de déplacement et de mise en batterie des canons lourds. L'inventaire des bombardements du 18, par un grand nombre de différents modèles et calibres de canons, montre que c'est un déluge d'artillerie qui s'est abattu le 18 sur tout le secteur.
La galerie Kilian a été directement bombardée par les mortiers de tranchée de 240LT modèle 1916 de la 121e batterie du 37e régiment d'artillerie, mis en poste au Rendez-Vous de Chasse et au Bois Bannholz, et ayant tiré près de 640 bombes. La destruction de la galerie peut s'expliquer par l'explosion d'une ou plusieurs bombes au-dessus ou à proximité par effet de compression du sol. Les observateurs de l'artillerie ont aussi noté à 13 h 25 une explosion anormale au centre de la galerie, pouvant provenir d'un dépôt de grenades ou de munitions ; il est ainsi possible qu'une bombe ait explosé au bas d'un escalier d'accès sinon dans la galerie elle-même, entraînant comme au mont Cornillet des tués et des blessés en nombre, et de plus à Carspach la destruction immédiate de la structure de soutènement et l'effondrement de la couverture de terres.
L'importance de ces bombardements répondait à un objectif stratégique, l'état-major français craignant que le secteur de Carspach serve de point d'appui à une offensive de l'infanterie allemande, qui se trouvait alors en forte supériorité numérique après la fermeture de son front oriental.
La 28e division d'infanterie décide de mener sur la galerie après la tombée de la nuit un coup de main avec accompagnement d'artillerie. L'opération est lancée à 20 h 30 par un groupe du 22e régiment d’infanterie. Celui-ci observe une faible riposte allemande et une faible occupation apparente de la galerie. L'artillerie française n'ayant pas détruit les réseaux de protection de la ligne allemande, le groupe rejoint ses positions à 21 h 30.

#### Sources allemandes
L’historique du 94e régiment d'infanterie de réserve allemand (Reserve-Infanterie-Regiment 94) nous renseigne sur les évènements du 18 mars 1918. Le matin, l'artillerie allemande bombarde les lignes françaises à l’aide d’obus à gaz, puis l’après-midi, l’artillerie française concentre ses tirs sur l’Ouvrage Bulgare, dénomination française attribuée au secteur du front où se situait le Kilianstollen. Le tir d’artillerie allemand est peut-être une manœuvre de diversion dans le cadre de l’offensive allemande en préparation dans la Somme. À la suite de cette opération d’artillerie française, la plus grande partie de la 6e compagnie du 94e régiment d'infanterie de réserve trouve alors refuge dans la galerie considérée comme sûre. Vers 13 h 30 allemande, après avoir essuyé trois tirs successifs, la partie sud de la galerie où la couche de terre est la plus mince, s'effondre sur une soixantaine de mètres. On dénombre dix blessés et trente-quatre soldats ensevelis.
Dès la tombée de la nuit, les soldats allemands tentent une opération de sauvetage afin de libérer d’éventuels survivants bloqués dans la galerie. 13 corps sont exhumés, 2 blessés sont récupérés (qui décèderont les 19 et 26 mars 1918) et 21 soldats restent portés disparus. Les recherches sont interrompues en raison de contraintes techniques (présence de terre dans la galerie effondrée, difficulté d'accès et de progression, poursuite des combats). Les soldats tués lors de cette journée, initialement inhumés à Wittersdorf (Haut-Rhin), reposent aujourd’hui pour partie dans le cimetière militaire allemand d'Illfurth (Haut-Rhin) aménagé en 1920. 
Enfin, le départ du régiment le 4 avril pour les Flandres au mont Kemmel entraine l’arrêt définitif des recherches des corps.

### Quatre monuments successifs pour un seul événement (1918-2018)
Afin de rendre hommage aux 21 soldats piégés dans la galerie, quatre monuments successifs ont été érigés. Le premier en bois, construit dès mars 1918 à proximité d’une des entrées de la galerie, n’est connu que par une carte-photo d’époque et une représentation dans l’historique du 94e régiment d'infanterie de réserve. Il comportait la liste des soldats disparus avec leurs grades, dates et lieux de naissance.
Pour remplacer ce monument provisoire, un bloc en calcaire sculpté a été mis en place. Ce dernier, dont l’existence avait été oubliée, a été redécouvert lors des fouilles. On notera qu’il a fait l’objet d’une destruction volontaire. L’analyse de son iconographie montre de grandes parentés avec l’insigne des blessés allemands créé le 3 mars 1918 (Verwundetenabzeichen Voir Insigne des blessés (Allemagne)). La datation de ce monument pose problème. Il pourrait dater de la Grande Guerre ou avoir été réalisé pendant l’annexion de l’Alsace à l’Allemagne vers 1941-1943.
Enfin, le troisième monument, également en pierre, portant les noms des vingt-et-un disparus a été inauguré le 27 mai 1962. Ce dernier monument, situé sur le tracé de la déviation, se trouve aujourd'hui dans le cimetière militaire d’Illfurth. 

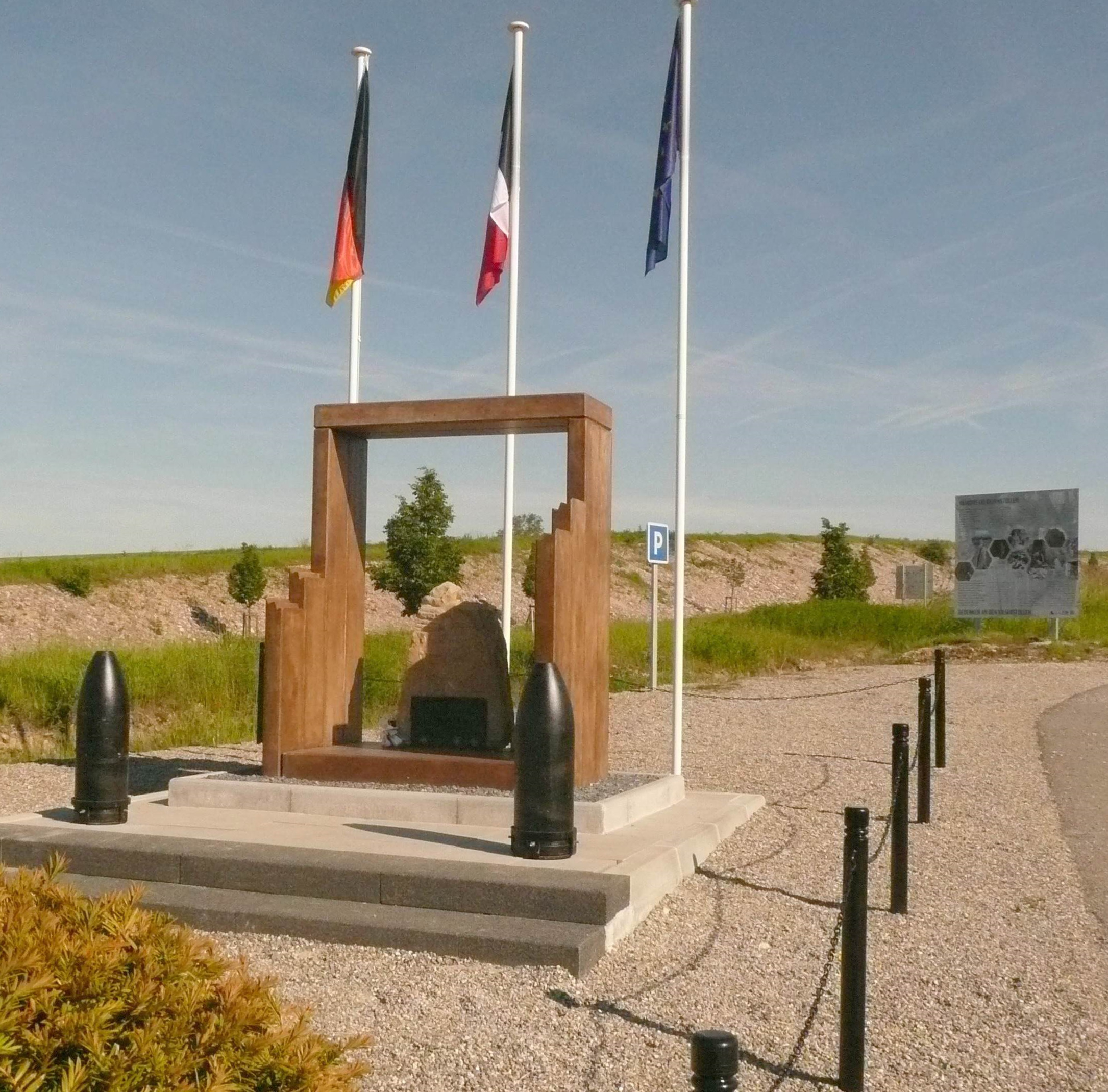
Le nouveau monument inauguré à l'occasion du centenaire de la tragédie.

En 2018, Un nouveau monument commémoratif a été inauguré à proximité de l'ancienne Galerie. Ce monument a été érigé par l'Association Kilianstollen-1918 créée pour conserver la mémoire du lieux et mettre en valeur les vestiges. Ce dernier monument reprend le bloc de calcaire du monument antérieur, redécouvert lors des fouilles.

### Réutilisation de la galerie jusqu'à son abandon définitif (après le18 mars 1918)
Les fouilles démontrent que la partie non endommagée de la galerie a fait l’objet de réaménagements après l’effondrement du 18 mars 1918, qui permettent d’envisager son occupation jusqu’à la fin de la guerre. Certains tronçons ont ainsi été réutilisés en abris indépendants qui ne communiquaient plus entre eux. Un escalier supplémentaire a même été implanté et les communications avec les parties effondrées ont été obstruées. Un système de pompage a été mis en place afin d’évacuer les eaux d’infiltration qui ne pouvaient plus être régulées par la légère pente de la galerie désormais partiellement obstruée. 
L'incendie partiel d'un escalier d'accès à la galerie, causé par des bouteilles incendiaires, pourrait être lié au départ des troupes allemandes lors de l’évacuation de l’Alsace en novembre 1918, pendant les quinze jours qui suivirent l’Armistice, ou lors de la remise en état des terrains par les agriculteurs juste après le conflit.
Après la guerre et la remise en culture des terrains, l’emplacement exact de la galerie enfouie est bientôt oublié.

### Redécouverte de la galerie à travers l'archéologie (2007-2011)
Le site a été découvert lors de travaux d’aménagement routier réalisés par le Conseil général du Haut-Rhin (déviation d'Aspach). Des sources écrites et un monument commémoratif indiquaient la présence, sur l’emprise du projet, d’une galerie construite à plusieurs mètres sous terre dénommée Kilianstollen. Entre novembre et décembre 2007, un diagnostic archéologique mené par le Pôle d'Archéologie Interdépartemental Rhénan a permis d’identifier les vestiges de tranchées allemandes de première ligne, ainsi qu'un escalier d’accès à la galerie. La localisation du Kilianstollen n’avait pas pu être déterminée avec précision en raison de contraintes de sécurité liées à la profondeur.
Plusieurs observations archéologiques ponctuelles ont été menées lors de travaux de terrassement, et en octobre 2010 un tronçon de galerie dans un exceptionnel état de conservation a été partiellement dégagé. Cette découverte a entraîné la prescription d’une fouille préventive qui a pu être menée par le Pôle d’Archéologie Interdépartemental Rhénan de septembre à décembre 2011 sous la direction de Michaël Landolt. Une centaine de mètres (sur 125 m), située sur l'emprise de la déviation, a pu être intégralement fouillée. Les corps des 21 soldats sont retrouvés avec leurs objets personnels dans un état de conservation remarquable après plus de 90 ans d'enfouissement. En même temps, les fouilles font apparaître un site militaire d'un intérêt pluridisciplinaire exceptionnel, par la richesse des découvertes dans un contexte n'ayant connu aucune transformation depuis son enfouissement en 1918.

## L'archéologie de la Grande Guerre

### Le site d'archéologie militaire
On ne disposait pour ces soldats disparus que de listes nominatives, les dossiers individuels ayant disparu pendant la Seconde Guerre mondiale. L'étude archéoanthropologique des 21 squelettes et de leur environnement immédiat a permis d'en identifier 18, les 3 autres devant pouvoir l'être à l'issue d'analyses approfondies. Ces soldats avaient entre 19 et 37 ans. Avec l'accord des services de sépulture français et allemands, de très nombreuses informations sur l'altération des corps ont pu être recueillies dans le but d'enrichir les connaissances en matière d’identification et de connaissance archéoanthropologiques.
Tout le contenu de la galerie enfouie est retrouvé presque intact, constituant avec près de 1 100 lots un remarquable site d’archéologie de la Grande Guerre. Le scénario de l'effondrement peut être reconstitué, de même que le cadre de vie confinée des soldats dans l'abri. Les nombreuses informations taphonomiques sur la dégradation d'un grand nombre de matériaux et d'objets apparaissent du premier intérêt. Le tout constitue un « petit Pompéi de la Grande Guerre », selon l'expression de Michaël Landolt.
La galerie a ensuite été en grande partie détruite après les fouilles archéologiques de 2011 dans le cadre des travaux de construction de la route. Un tronçon de galerie a cependant été démonté afin d'être présenté dans des expositions.
Les objets et matériaux retrouvés ont fait l'objet de travaux d'étude, de restauration et de conservation réalisés par plusieurs laboratoires français (Pôle d'Archéologie Interdépartemental Rhénan à Sélestat), allemands (Musée d'histoire militaire de Dresde) et suisses (Haute École Arc à Neuchâtel). Ils ont été présentés dans des expositions et devraient bientôt être réunis en Alsace dans un lieu de mémoire. Les dépouilles des soldats ont été inhumées avec les honneurs dans le cimetière militaire allemand d'Illfurth.

### L'archéologie de la Grande Guerre en Alsace
Comme dans d'autres régions françaises du Nord et de l'Est de la France, l'archéologie est confrontée en Alsace aux vestiges de la Première Guerre mondiale. Ces derniers, longtemps considérés comme des éléments perturbateurs font désormais partie intégrante du cadre chronologique de l'archéologie. La discipline a su développer pour cette période des problématiques scientifiques développées récemment lors de plusieurs colloques et publications. Une collaboration avec les historiens des textes est nécessaire, comme pour l’archéologie médiévale et moderne, qui avait souffert en son temps d’un tel désintéressement. Récemment, le 4 février 2012, la disparition de l’ultime témoin direct du conflit, la Britannique Florence Green, a officiellement fait entrer cette période dans l’Histoire.
Entre la fin 1914 et 1918, la stabilisation des combats en Alsace fixe une ligne de front qui traverse l'ouest du Haut-Rhin dans le massif vosgien et le Sundgau. L’implantation de réseaux complexes de tranchées, d’abris et de galeries a fortement marqué le sous-sol. De plus, il ne faut pas sous-estimer l’existence d’une énorme « machine de guerre » à l'arrière du front. Susceptible de laisser de nombreux vestiges, elle est liée à la vie du combattant (casernements, camps de repos, d'entraînement, de prisonniers…), la santé (infirmeries, hôpitaux…), la stratégie militaire (aérodromes, postes de commandements…), l’approvisionnement et la logistique (usines, cuisines, hangars de stockage…).
L’aménagement du territoire et l'intérêt croissant de prospecteurs amateurs et de certains collectionneurs de militaria, à l'origine d'un pillage des champs de bataille, portent petit à petit des atteintes irrémédiables à ce patrimoine. 
Depuis les années 2000, le Pôle d'Archéologie Interdépartemental Rhénan mène à travers l’ensemble du territoire alsacien des opérations archéologiques (diagnostics, fouilles et prospections) sur des vestiges liés à ce conflit contemporain (Achenheim, Carspach, Geispolsheim, Metzeral, Reiningue, Schweighouse-Thann, Wintzenheim…). Plusieurs problématiques ont pu être développées comme la vie quotidienne du combattant avec l’alimentation du soldat, les modes de construction et l’évolution des positions fortifiées. Ces vestiges, d’abord ponctuellement pris en compte lors d’opérations archéologiques centrées sur d’autres phases chronologiques, font désormais l’objet d’une attention particulière. La fouille de Carspach en est l’illustration et constitue la première prescription de fouille spécifique à ce conflit en Alsace et plus largement en France. Il importe de préciser que ces interventions sont accompagnées par le Service de déminage de la Sécurité Civile du fait de la présence de munitions potentiellement encore actives.

## Médiatisation et valorisation de la découverte

### Le site internet et l'application 3D (depuismars 2014)
À partir des résultats scientifiques de la fouille et grâce au travail d'un infographiste, une reconstitution de la galerie a été créée, avec le soutien de l'Union européenne (INTERREG IV). L'application gratuite est téléchargeable sur le site internet consacré à la fouille.

### L'exposition auMusée d'histoire militaire de Dresde(Allemagne) (1eraoût 2014-3 mars 2015)
Du 1er août 2014 au 3 mars 2015, le Musée d'histoire militaire de Dresde de la Bundeswehr consacre une exposition exceptionnelle à la Première Guerre mondiale : "14 - Hommes - Guerre" ("14-Menschen-Krieg"). Elle marque l'aboutissement d'une collaboration internationale, aux accents allemands, français, belges, britanniques, autrichiens et suisses. Sur près de 1 200 m2 répartis dans deux pavillons, l'exposition aborde de nombreux aspects du conflit en suivant le parcours de 14 personnes (civil, militaire, infirmière…), dont les biographies traversent les territoires et les années de guerre. Une salle de l'exposition reconstitue à l'échelle 1:1 une partie du Kilianstollen et permet aux visiteurs de découvrir les objets dans une scénographie spectaculaire,,,.

### Documentaire de la ZDF (19 août 2014)
Le 19 août 2014, un documentaire-fiction réalisé par Alexander Berkel et Annette von der Heyde est diffusé sur la deuxième chaîne publique allemande. La fouille et l'histoire du Kilianstollen y sont abordés.

## Sources
- Julius Richter, Das Reserve-Infanterie-Regiment 94 im Weltkriege 1914-1918. Nach den Kriegsakten des Regiments und nach persönlichen Aufzeichnungen, Neuenbahn, Jena, 1934.
- Michaël Landolt, Emile Decker, Céline Leprovost, Frank Lesjean, Olivier Putelat, Aspach-Carspach Lerchenberg et Lerchenholz (Haut-Rhin) : découvertes archéologiques sur la première ligne de front allemande (1914-1918), Annuaire de la Société d’Histoire du Sundgau, 2009, p. 19-58.
- Michaël Landolt, Fouilles archéologiques : le Kilianstollen à Carspach (Haut-Rhin), 14-18 Le Magazine de la Grande Guerre, février-mars-avril 2012, no 56, p. 74-79
- Michaël Landolt, Archéologie de la Grande Guerre : la galerie allemande du Kiliansstollen à Carspach, Archéologia, mai 2012, no 499, p. 30-44.
- Michaël Landolt, Le Kilianstollen à Carspach : premiers éléments sur la fouille de la galerie allemande de la Première Guerre mondiale, Annuaire de la Société d’Histoire du Sundgau, 2012, p. 35-44.
- Guy François, plusieurs notes sur la destruction de la galerie Kilian dans le "Forum Pages 14-18", février 2012, en ligne.
- Bernadette Schnitzler, Michaël Landolt (dir.) avec la collaboration de Stéphanie Jacquemot, Jean-Pierre legendre, Jean-Claude Laparra, A l’Est, du nouveau ! Archéologie de la Grande Guerre en Alsace et en Lorraine, catalogue d’exposition, Musées de la Ville de Strasbourg, Strasbourg, 2013, 369 p., ill.
- (eng) "The Pompeii of the Western Front : Archeologists find the bodies of 21 tragic Word War One German Soldiers in perfectly preserved Trenches where they buried alive by an Allied Shell", Daily Mail, 5 mai 2014.
- "Les 21 soldats allemands découverts à Carspach inhumés 95 ans après", L'Alsace, 5 mai 2014.
- Laurent Brasier, "En Alsace, un Pompéi de la Grande Guerre, Le Monde, L'archéologie de la Grande Guerre, 23 avril 2014.
- Marie-Jeanne Scholl, Caractérisation des plaques d'identité militaires en zinc provenant du site de Carspach (Alsace, Haut-Rhin), CeROArt [En ligne], 2014.

Des galeries photographiques, une émission radio (Le Salon Noir), un documentaire (en français et en allemand) et une application 3D sont consultables sur plusieurs sites en ligne :
- « Hébergement, enregistrement de nom de domaine et services internet par 1&1… », sur 14-18kilianstollen.eu via Internet Archive (consulté le 13 octobre 2023)
- « Archéologie Alsace », sur pair-archeologie.fr (consulté le 29 avril 2023)
- « « Debout les morts » : L’archéologie de la Grande Guerre entre Alsace et Lorraine », sur franceculture.fr, 17 décembre 2013 (consulté le 24 septembre 2020)